# Prényltransférase
Les prényltransférases forment une classe d'enzymes qui transfèrent des groupes allyliques prényle sur des composés accepteurs. Les prényltransférases désignent généralement les prényl-diphosphate synthases. On les répartit traditionnellement en deux classes en fonction de la stéréochimie de leurs produits de réaction : la classe cis (ou Z) et la classe trans (ou E). La déhydrodolichyl-diphosphate synthase (en), qui produit un précurseur du dolichol, est une prényltransférase cis tandis que la diméthylallyltranstransférase et la géranylgéranyle diphosphate synthase sont des prényltransférases trans.
La sous-unité β des farnésyltransférases (en) assure la liaison au peptide. Une squalène-hopène cyclase est une enzyme bactérienne qui catalyse la cyclisation du squalène en hopène, étape clé de la biosynthèse des hopanoïdes. La lanostérol synthase catalyse quant à elle la cyclisation du (S)-2,3-oxydosqualène en lanostérol, précurseur du cholestérol, des hormones stéroïdiennes et de la vitamine D chez les vertébrés ou de l'ergocalciférol chez les mycètes. La cycloarténol synthase est une enzyme des plantes qui convertit le (S)-2,3-oxydosqualène en cycloarténol.